# Gołymin-Ośrodek (gemeente)
De gemeente Gołymin-Ośrodek is een landgemeente in het Poolse woiwodschap Mazovië, in powiat Ciechanowski.
De zetel van de gemeente is in Gołymin-Ośrodek.
Op 30 juni 2004 telde de gemeente 4051 inwoners.

## Oppervlakte gegevens
In 2002 bedroeg de totale oppervlakte van gemeente Gołymin-Ośrodek 110,55 km², waarvan:
- agrarisch gebied: 91%
- bossen: 3%

De gemeente beslaat 10,4% van de totale oppervlakte van de powiat.

## Demografie
Stand op 30 juni 2004:
| Omschrijving                   | Totaal | Totaal | Vrouwen | Vrouwen | Mannen | Mannen |
| ------------------------------ | ------ | ------ | ------- | ------- | ------ | ------ |
| eenheid                        | aantal | %      | aantal  | %       | aantal | %      |
| inwoners                       | 4051   | 100    | 2026    | 50      | 2025   | 50     |
| bevolkingsdichtheid (inw./km²) | 36,6   | 36,6   | 18,3    | 18,3    | 18,3   | 18,3   |

In 2002 bedroeg het gemiddelde inkomen per inwoner 1395,79 zł.

## Administratieve plaatsen (sołectwo)
Garnowo Duże, Gogole Wielkie, Gołymin-Ośrodek, Gołymin-Południe, Gołymin-Północ, Konarzewo-Marcisze, Mierniki, Morawka, Nieradowo, Nowy Gołymin, Obiedzino Górne, Osiek-Aleksandrowo, Osiek Górny, Osiek-Wólka, Nasierowo-Dziurawieniec, Nasierowo Górne, Nowy Kałęczyn, Pajewo-Szwelice, Pajewo Wielkie, Ruszkowo, Smosarz-Dobki, Stare Garnowo, Watkowo, Wielgołęka, Wola Gołymińska, Wróblewko, Zawady Dworskie.

## Overige plaatsen
Anielin, Gogole-Steczki, Konarzewo-Reczki, Konarzewo Wielkie, Konarzewo-Gołąbki, Konarzewo-Skuze, Nasierowo Dolne, Truszki, Osiek Dolny, Pajewo-Cyty, Pajewo-Rżyski, Rybakówka, Smosarz-Pianki, Morawy-Kafasy, Morawy-Kopcie, Morawy-Laski, Morawy-Wicherki, Nowy Kałęczyn, Konarzewo-Sławki, Chruściele, Gostkowo, Wróblewo, Zawady Włościańskie.

## Aangrenzende gemeenten
Ciechanów, Gzy, Karniewo, Krasne, Opinogóra Górna, Sońsk